# Rabbit Don’t Come Easy
Rabbit Don’t Come Easy ist das zehnte Studioalbum der deutschen Power-Metal-Band Helloween. Es wurde 2003 von Nuclear Blast veröffentlicht.

## Musikstil
Helloweens zehntes Studio-Album Rabbit Don’t Come Easy geht nach dem modernen und düsteren Vorgänger The Dark Ride wieder zurück zum ursprünglichen Stil der Band. Die zuletzt nur noch reduziert eingesetzten zweistimmigen Solo-Gitarren finden wieder vordergründig Verwendung.

## Bedeutung
Zum zweiten Mal in ihrer Karriere gingen Helloween nach einem experimentellen Album zurück zu ihren Wurzeln. Und ebenfalls zum zweiten Mal kam es in Folge interner Spannungen zur Trennung von zwei Mitgliedern: Uli Kusch und Roland Grapow wurden durch Drummer Mark Cross und Gitarrist Sascha Gerstner ersetzt.
Marc Cross erkrankte zu Beginn der Aufnahmen schwer an Pfeifferschem Drüsenfieber und musste zuerst für die Dauer der Produktion durch Motörhead-Drummer Mikkey Dee und anschließend permanent durch Stefan Schwarzmann ersetzt werden. Daher ist auf dem Album kein offizieller Schlagzeuger aufgeführt. Schwarzmann ist allerdings auf dem Bonus-Track sowie diversen Single B-Seiten bereits zu hören.
Der ungewöhnliche Titel des Albums ist eine Anspielung auf die schwierige Entstehungsgeschichte: Der Hase springt dem Zauberer nicht immer ohne Zutun aus dem Hut.

## Titelliste
1. Just a Little Sign (Deris) – 4:26
2. Open Your Life (Gerstner/Deris) – 4:30
3. The Tune (Weikath) – 5:35
4. Never Be a Star (Deris) – 4:10
5. Liar (Großkopf/Gerstner/Deris) – 4:55
6. Sun 4 the World (Gerstner/Deris) – 4:09
7. Don’t Stop Being Crazy (Deris) – 4:21
8. Do You Feel Good (Weikath) – 4:22
9. Hell Was Made in Heaven (Großkopf/Deris) – 5:33
10. Back Against the Wall (Deris/Weikath) – 5:44
11. Listen to the Flies (Gerstner/Deris) – 4:52
12. Nothing to Say (Weikath) – 8:27
13. Far Away (Großkopf) (Bonustrack) – 4:18

Die Songwriter sind in Klammern angegeben.

### Singleauskopplungen
- Just a Little Sign